# Palatul Administrativ din Arad
Palatul Administrativ din Arad este o clădire construită între anii 1872-1875, care astăzi adăpostește Primăria Municipiului Arad. Clădirea reprezintă una dintre operele semnificative ale arhitecturii eclectice din Arad. Fațadele regulate sunt ritmate și decorate de elemente clasiciste, iar rezalitul central al fațadei principale are bogate referințe neorenascentiste  Arhivat în 5 octombrie 2013, la Wayback Machine.. Stilul clădirii îmbină neorenascentismul flamand cu stilul primăriilor medievale târzii. Planul clădirii este în formă de "U", cu un turn central înalt de 54 m iar orologiul din turn, adus din Elveția în anul 1878, are un mecanism care la oră fixă cântă Oda Bucuriei de Ludwig van Beethoven. Clădirea este declarată monument istoric, cu cod LMI AR-II-m-B-00548.

## Istoric
Edificiul impozant al noii primării, finalizat în 1875, a fost proiectat de arhitectul pestan Ödön Lechner, câștigătorul unui concurs la care au participat 17 arhitecți. Terenul de 1200 de stânjeni pătrați (4320 mp), pe care urma să fie amplasat edificiul conceput în stilrenascentistă, aparținuse Oficiului Salin (Sărăriei). Pe locul viitoarei primării era capătul piaței principale, în prelungirea căreia se desfășura târgul zilnic de pe strada principală. 
Din cauza refluxului economic european de după anul de criză 1873, noua construcție a fost executată la parametri reduși față de proiectul inițial (al lui Lechner), cu concursul firmei arădeanului Francisc Pekar.

## Descrierea edificiului

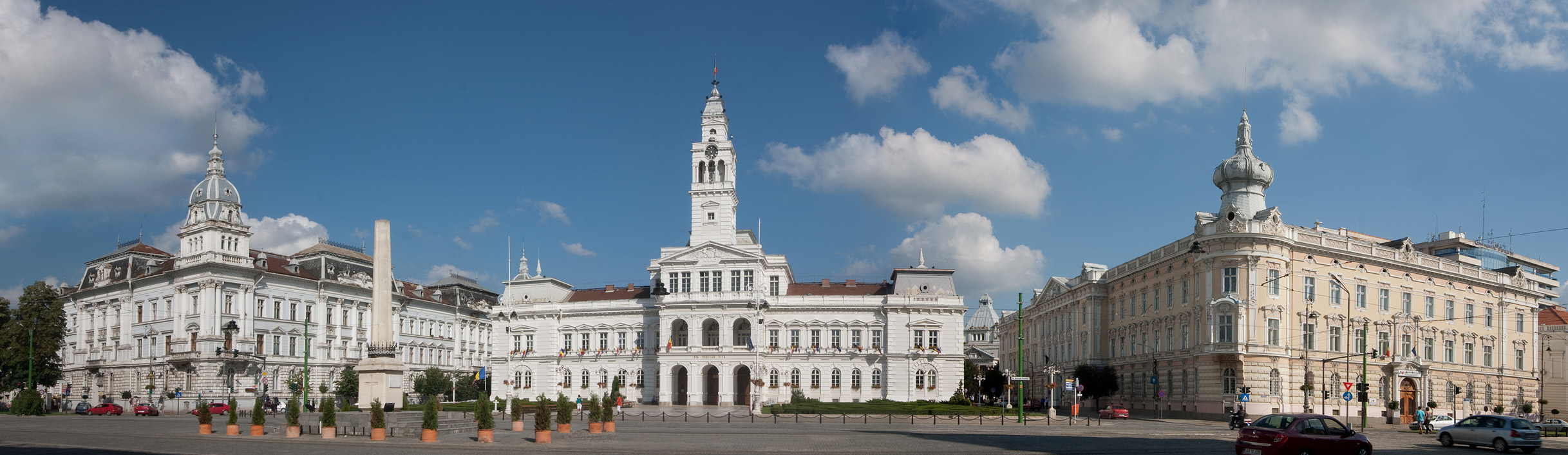
Piața Sfatului din Arad

Bijuterie arhitectonică, de plan patrulater, în forma literei "U", lipsită de calcan, un adevărat „Palazzo del Municipio”, clădirea reflecta posibilitățile și, totodată, voința cetățenilor de a ține pasul cu modernizarea europeană. Nu întâmplător, aspectul rural al principalei trame stradale municipale începuse să se preschimbe într-unul urban, iar promenada primise numele de "Corso".
Turnul central, înalt de 54 m, estompa cele patru turnuri pavilionare de la cele patru extremități. Orologiul din treimea superioară a turnului, adus din țara cantoanelor, are câte un cadran pe fiecare latură. Clopotul său a funcționat aproape un secol, marcând jumătățile de oră. După 1989 acesta a fost complet renovat, iar odată cu aderarea României la Uniunea Europeană melodia cântată la ore fixe a fost schimbată în imnul Europei. 
De la înălțimea balconului din turnul patrulater pot fi admirate rondourile vegetale decorative dinspre bulevard care flanchează piațeta de marmură. Compoziția decorativă a acesteia a fost concepută de arhitectul arădean Miloș Cristea, în deceniul al nouălea al secolului XX. Singura modificare de la fațada principală a constituit-o decorarea frontonului de la baza turnului principal (succesiunea, în timp, a stemelor orașului: după 1875, după primul război mondial, după anul 1968 și după anul 1989).
Cele 90 de încăperi inițiale, cu destinația de birouri, erau ocupate de 167 de funcționari administrativi. La etaj, se află sala mare, cu balcon, în care se adunau cei aproape 200 de deputați municipali. La același nivel, în cele patru colțuri ale clădirii, se aflaseră inițial patru săli de ședințe pentru cele 31 de comitete de specialitate.
Cele două scări secundare, de marmură roșie de Moneasa, pentru acces la etaj, dispuse simetric față de fațada principală, n-au suferit modificări. Doar treptele și pavimentul holurilor au fost înnoite. Feroneria, realizată în manieră eclectică, a celor trei scări de acces la etaj n-a suferit modificări. Ferestrele acestui hol spațios au fost în mod fericit înlocuite cu vitraliile realizate de artistul plastic arădean, de renume internațional, Sever Frențiu în deceniul șapte al secolului trecut. Policromia lor, ilustrând tema „timpul”, prin două cicluri, cel al anotimpurilor și cel al lunilor anului, se încadrează în maniera modernă a arhitecturii de interior.
Celor patru mari porți de lemn sculptat, menținute ca atare până în zilele noastre, li s-a redat aspectul inițial la finele secolului trecut.
Geamurile holului au vitralii reprezentând anotimpuri, figurate alegoric. Piața din fața clădirii, în amintirea evenimentelor petrecute în decembrie 1989, a fost denumită Piața Revoluției iar în centrul pieței a fost ridicat un monument în memoria eroilor căzuți în timpul Revoluției din 1989. 

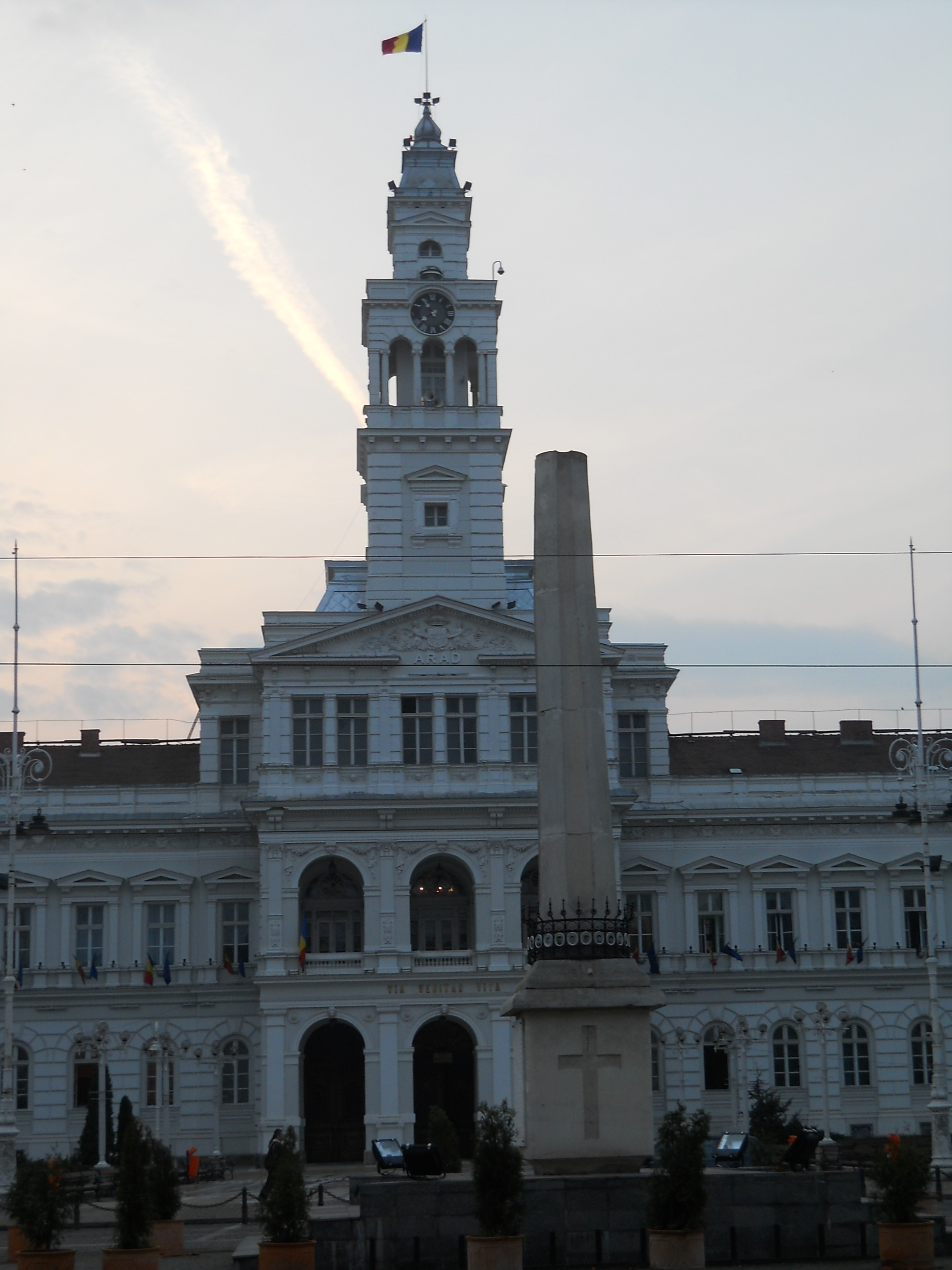
Palatul Administrativ
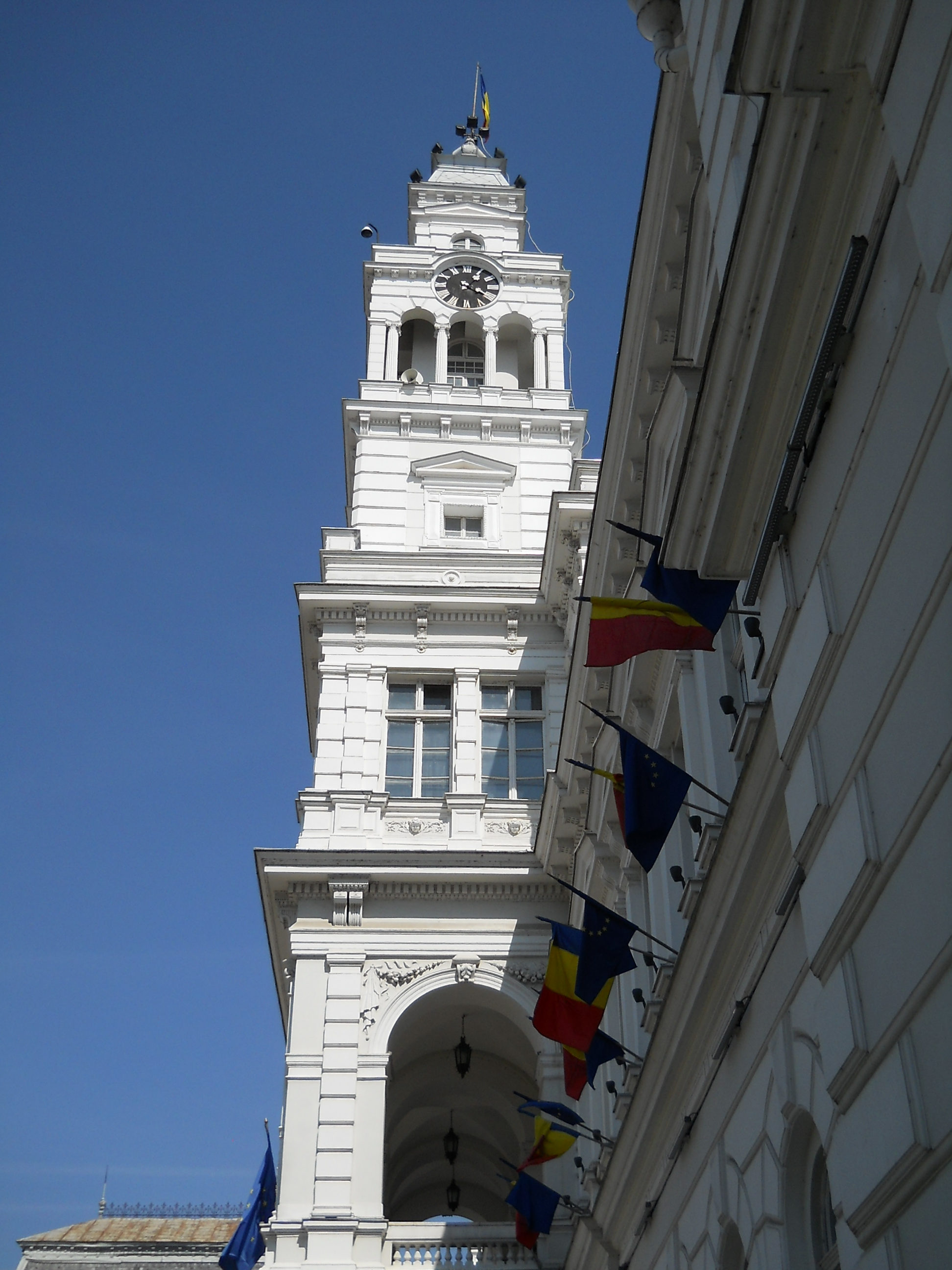
Turnul Primăriei
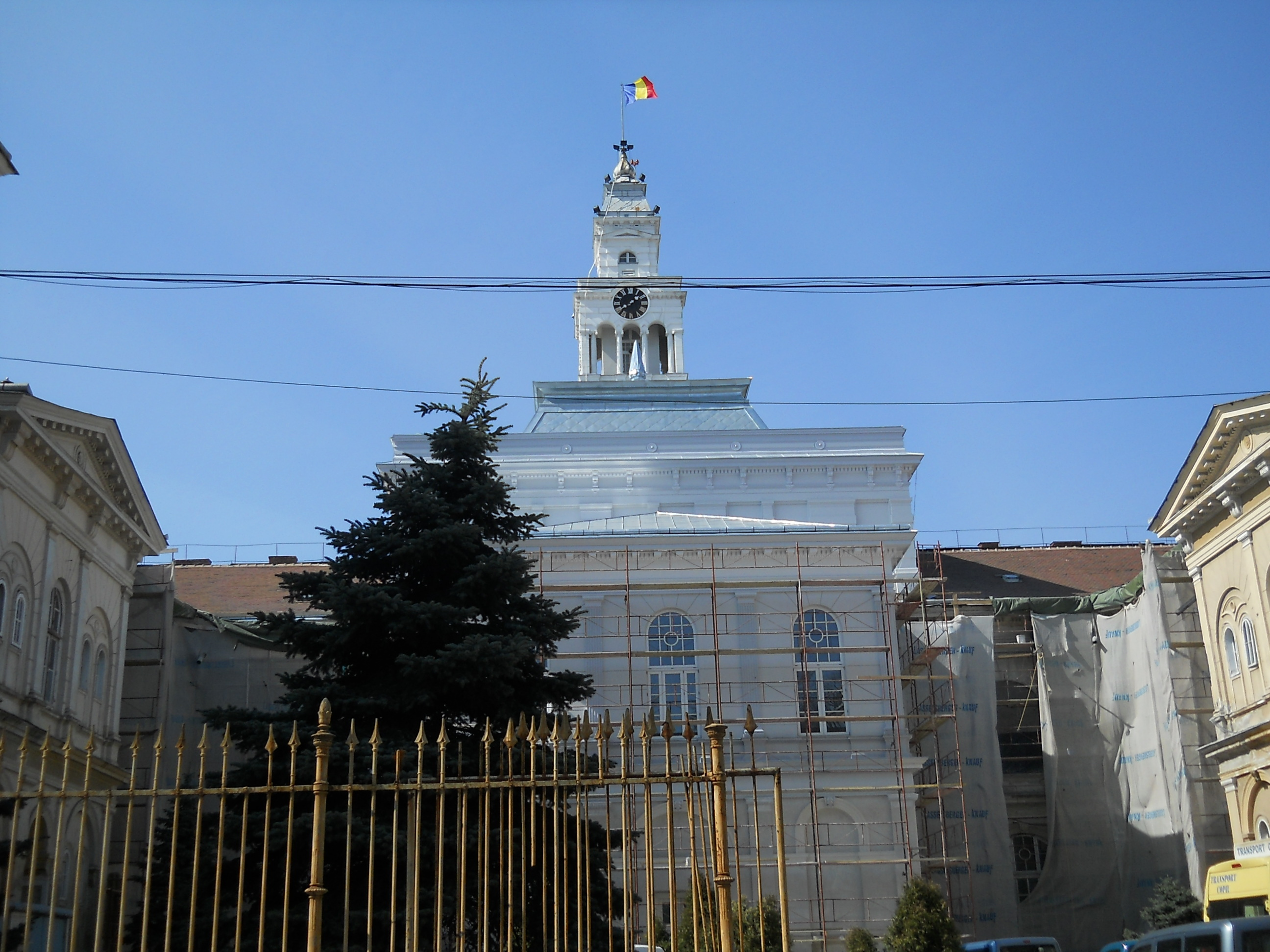
Vedere din spate
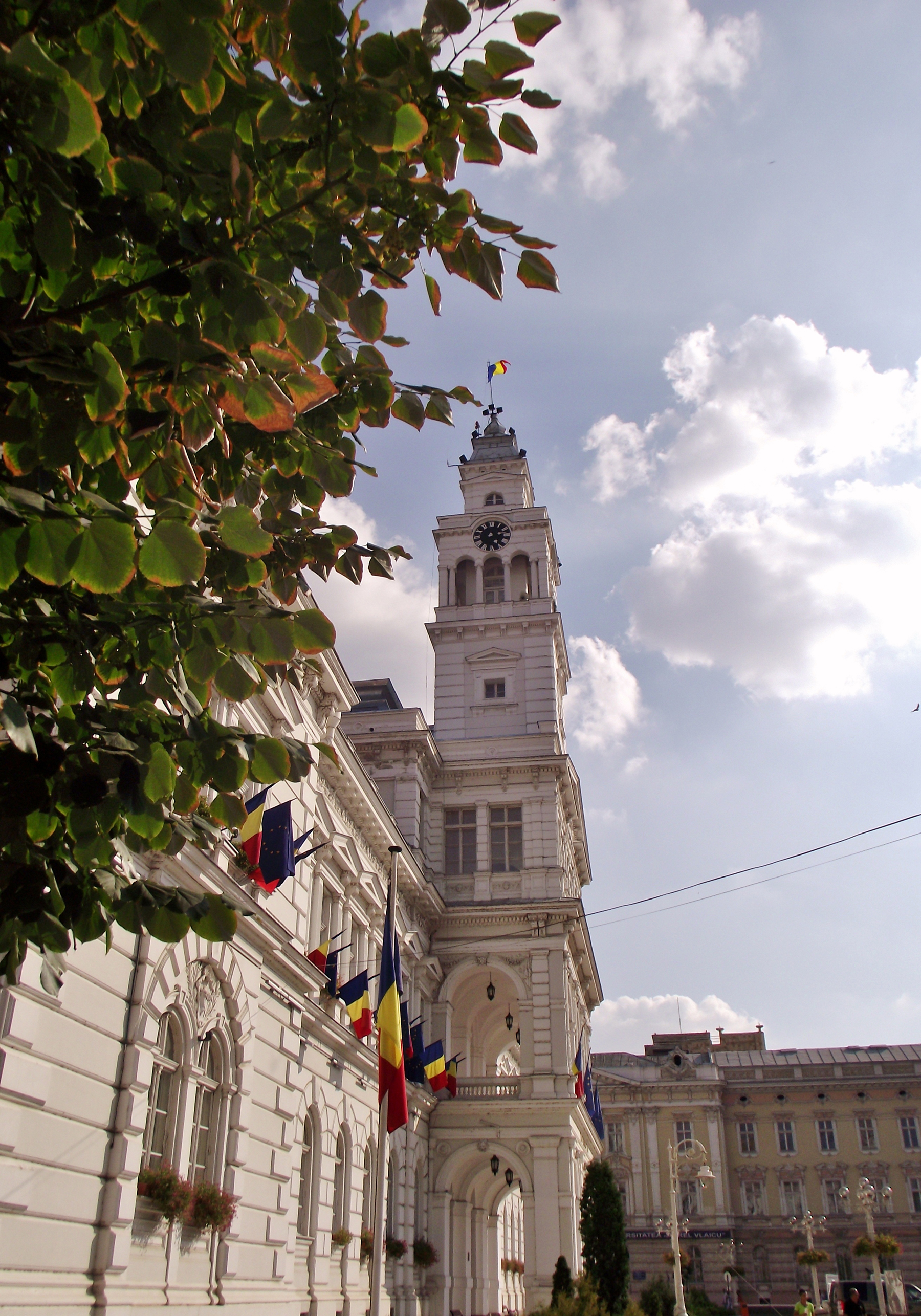
Vedere laterală a turnului Palatului Administrativ Arad
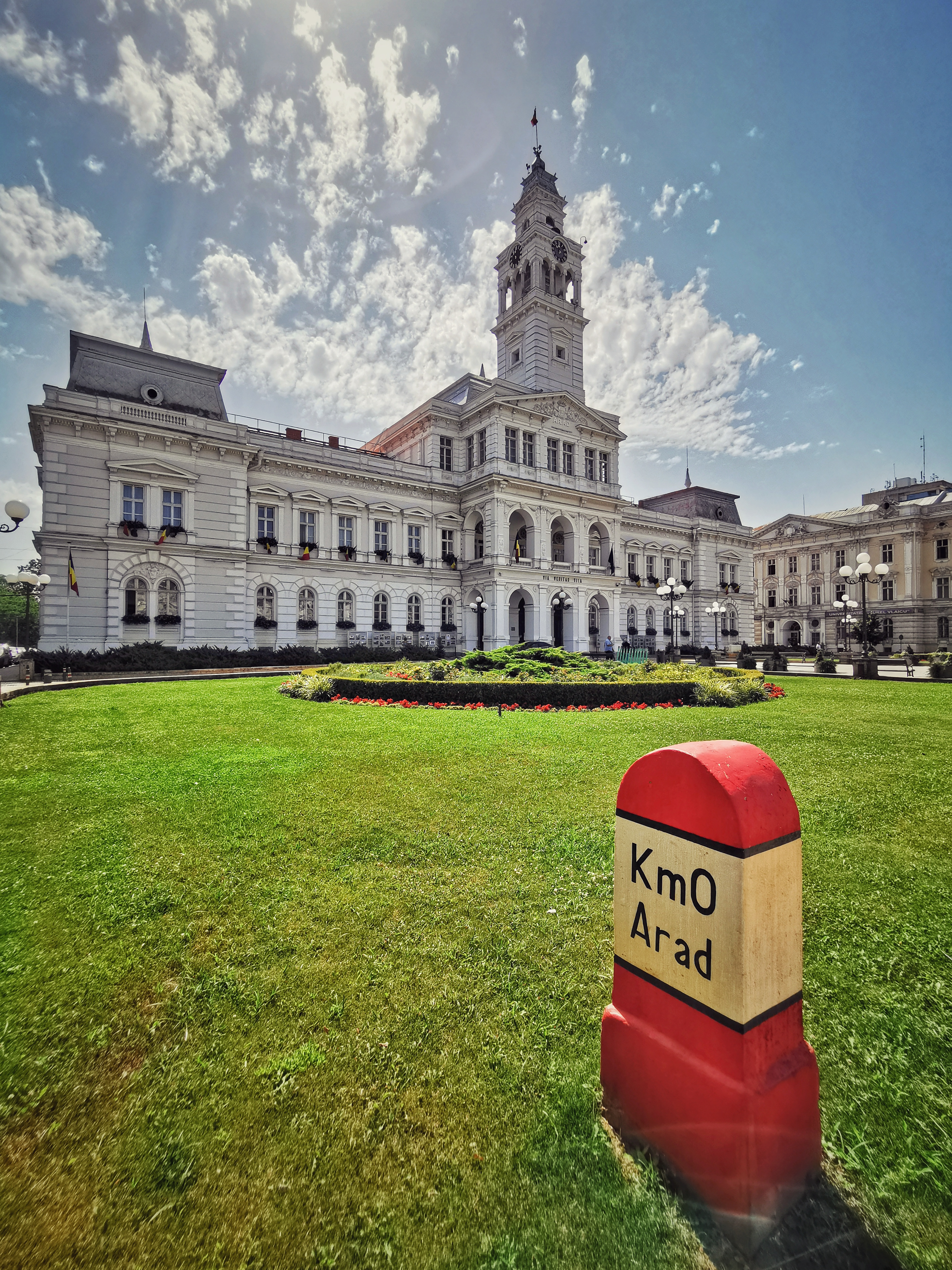

## Vezi și
- Festivalul Internațional de Teatru Clasic - Arad